# Collipulli
Collipulli ist eine Kommune im Süden Chiles. Sie liegt in der Provinz Malleco in der Region de la Araucanía. Sie hat 24.598 Einwohner und liegt ca. 90 Kilometer nördlich von Temuco, der Hauptstadt der Region.

## Geschichte
Der Name Collipulli stammt aus dem Mapudungun und bedeutet in etwa so viel wie farbige Erde. Ursprünglich war das Gebiet der Gemeinde auch von den Mapuche besiedelt. Erst nach der endgültigen Annektierung der Región de la Araucanía Mitte des 19. Jahrhunderts wurden auch verstärkt chilenische Siedlungen gegründet, so auch Collipulli am 22. November 1867, das ursprünglich Ort einer militärischen Befestigungsanlage war. Im Zuge dieser Befestigung kamen auch mehr Siedler in die Umgebung, in erster Linie wurde dort Landwirtschaft betrieben. In den folgenden Jahren wurde die Region auch an die Eisenbahn aus Santiago de Chile angeschlossen, dafür wurde auf dem Gebiet der Kommune das Malleco-Viadukt über den Río Malleco gebaut, welches am 26. Oktober 1890 im Beisein des damaligen Präsidenten José Manuel Balmaceda eröffnet wurde. Durch den Bau des Viadukts konnte die Wirtschaft der Kommune massiv angekurbelt werden und es ist bis heute eines der wichtigsten Monumente der Kommune. Zu dieser Zeit wuchs die Gemeinde Collipulli auch an, unter anderem kamen dorthin Schweizer Auswanderer, die dort Land- und Forstwirtschaft betrieben. Im Verlauf des 20. Jahrhunderts wuchs die Gemeinde weiterhin, unter anderem wurden eine Feuerwehr und verschiedene Organisationen dort gegründet. Gerade in den letzten Jahren geriet die Kommune wieder im Zuge von Aufständen in der Región de la Araucanía in den Fokus, da es dort gerade im Jahr 2020 zu Brandanschlägen kam, bei der eine Person getötet wurde.

## Demografie und Geografie
Laut der Volkszählung aus dem Jahr 2017 leben in Collipulli 24.598 Einwohner, davon sind 12.064 männlich und 12.534 weiblich. 75 % leben in urbanem Gebiet, der Rest in ländlichem Gebiet. Neben der Ortschaft Collipulli gehören mehrere weitere kleine Siedlungen zur Kommune. Die Kommune hat eine Fläche von 1296 km² und grenzt im Norden an Mulchén in der Región del Biobío, im Nordosten an Quilaco in der Región del Bio-Bío, im Südosten an Curacautín, im Süden an Victoria und an Ercilla und im Westen an Angol und an Renaico. Durch die Kommune fließt der Río Malleco, dazu bildet der Río Renaico im Norden die Grenze zur Región del Bio-Bío. Ganz im Osten der Gemeinde befindet sich das Reserva Forestal Malleco, das zwar schwer zugänglich ist, in dem allerdings neben der Araukarie und der Chilezeder auch eine Vielzahl an weiteren Pflanzen geschützt ist.

## Wirtschaft und Politik
In Collipulli gibt es 239 angemeldete Unternehmen. Wichtig sind dabei nach wie vor Land- und Forstwirtschaft, besonders der Anbau von Obst, das weltweit exportiert wird. Der aktuelle Bürgermeister von Collipulli ist Manuel Macaya Ramírez von der konservativen RN. Auf nationaler Ebene liegt Freire im 48. Wahlkreis, unter anderem zusammen mit Angol, Renaico und Los Sauces.

## Tourismus und Infrastruktur
Die Hauptattraktion von Collipulli ist das Malleco-Viadukt, das heutzutage viele Besucher anzieht. Darüber hinaus ist auch das Reserva Forstal Malleco bei einigen Touristen beliebt, genau so wie die Termas de Pemehue. Collipulli liegt direkt an der Ruta 5 und ist damit gut an den Rest des Landes angeschlossen.

## Fotogalerie

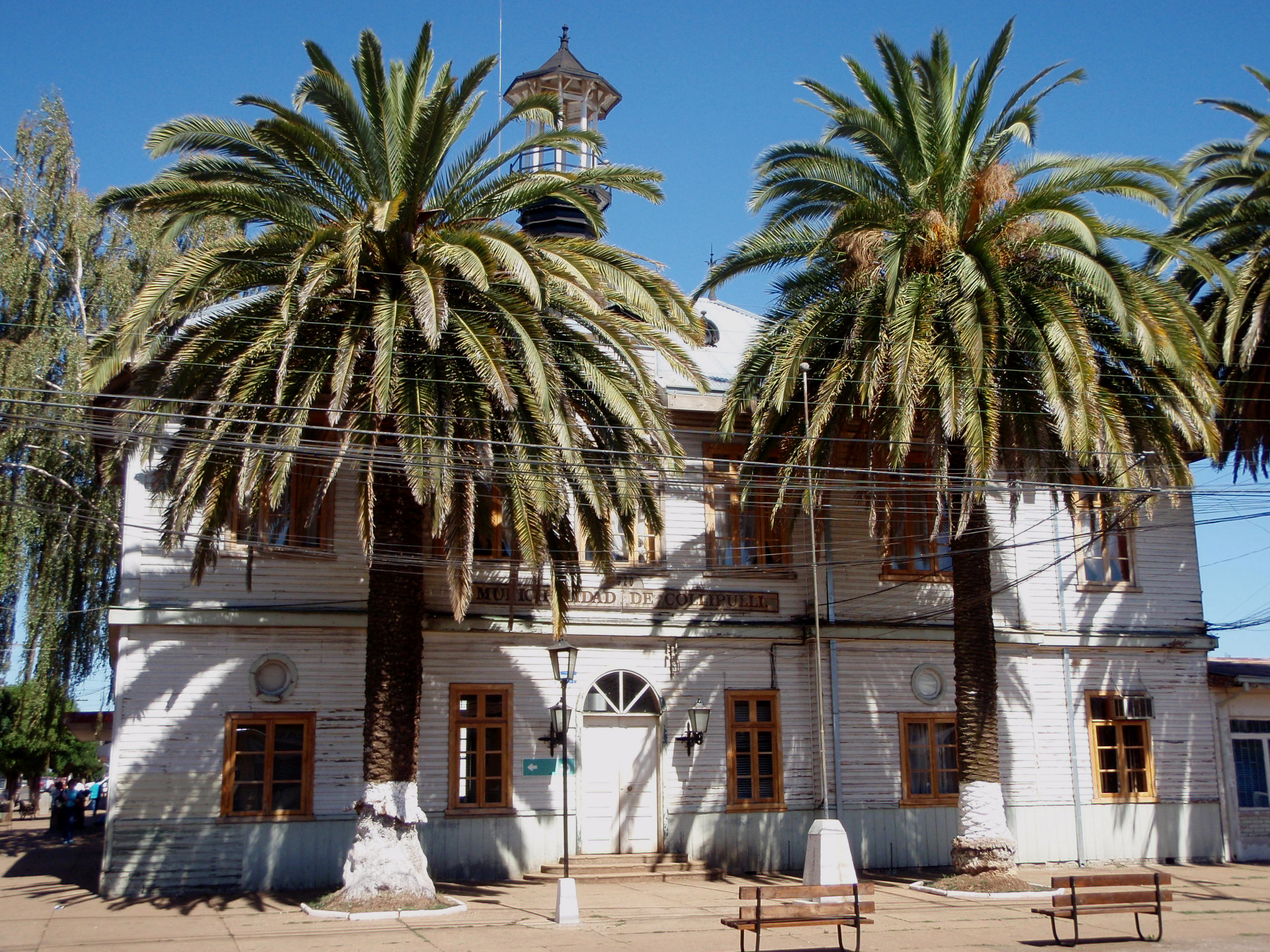
Das Rathaus von Collipulli
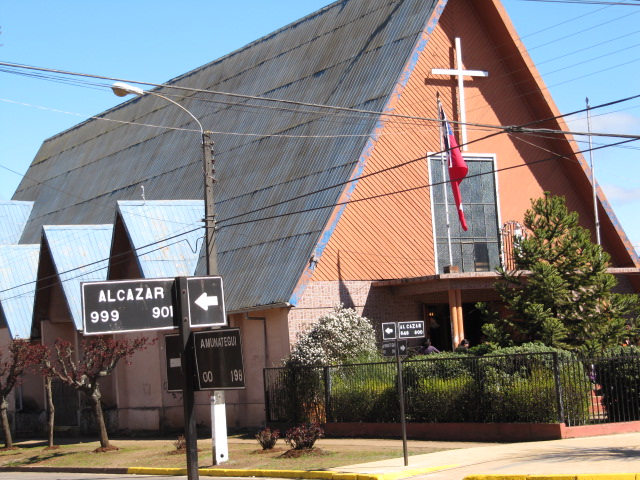
Eine Kirche in Collipulli
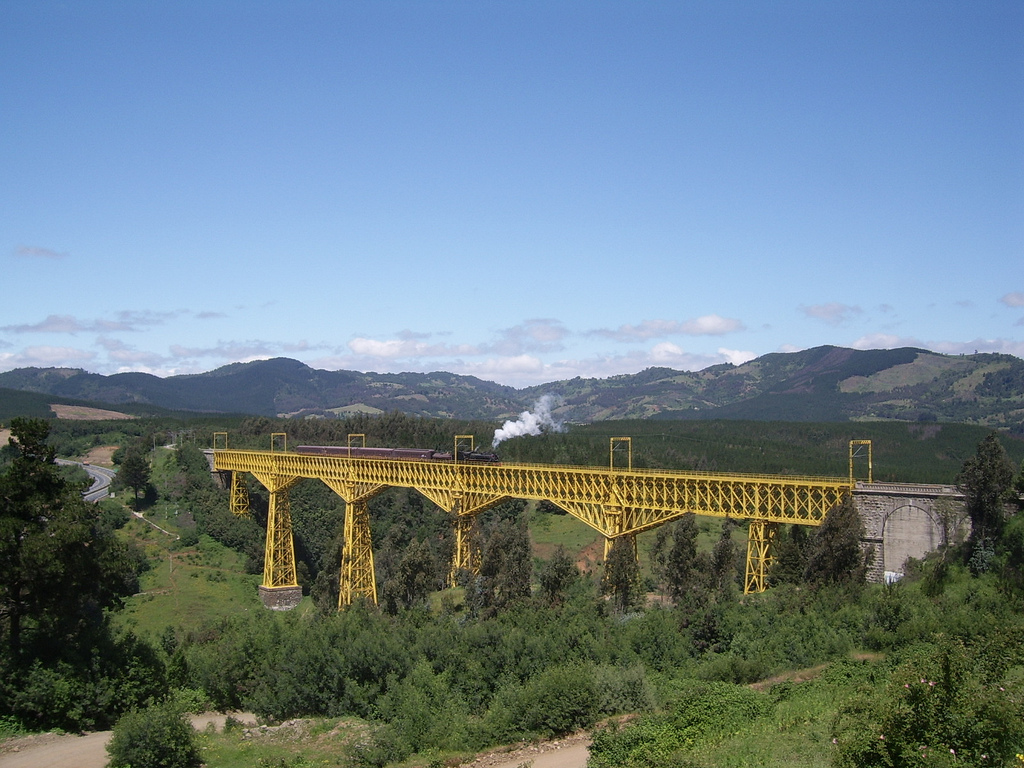
Ein Zug auf dem Malleco-Viadukt
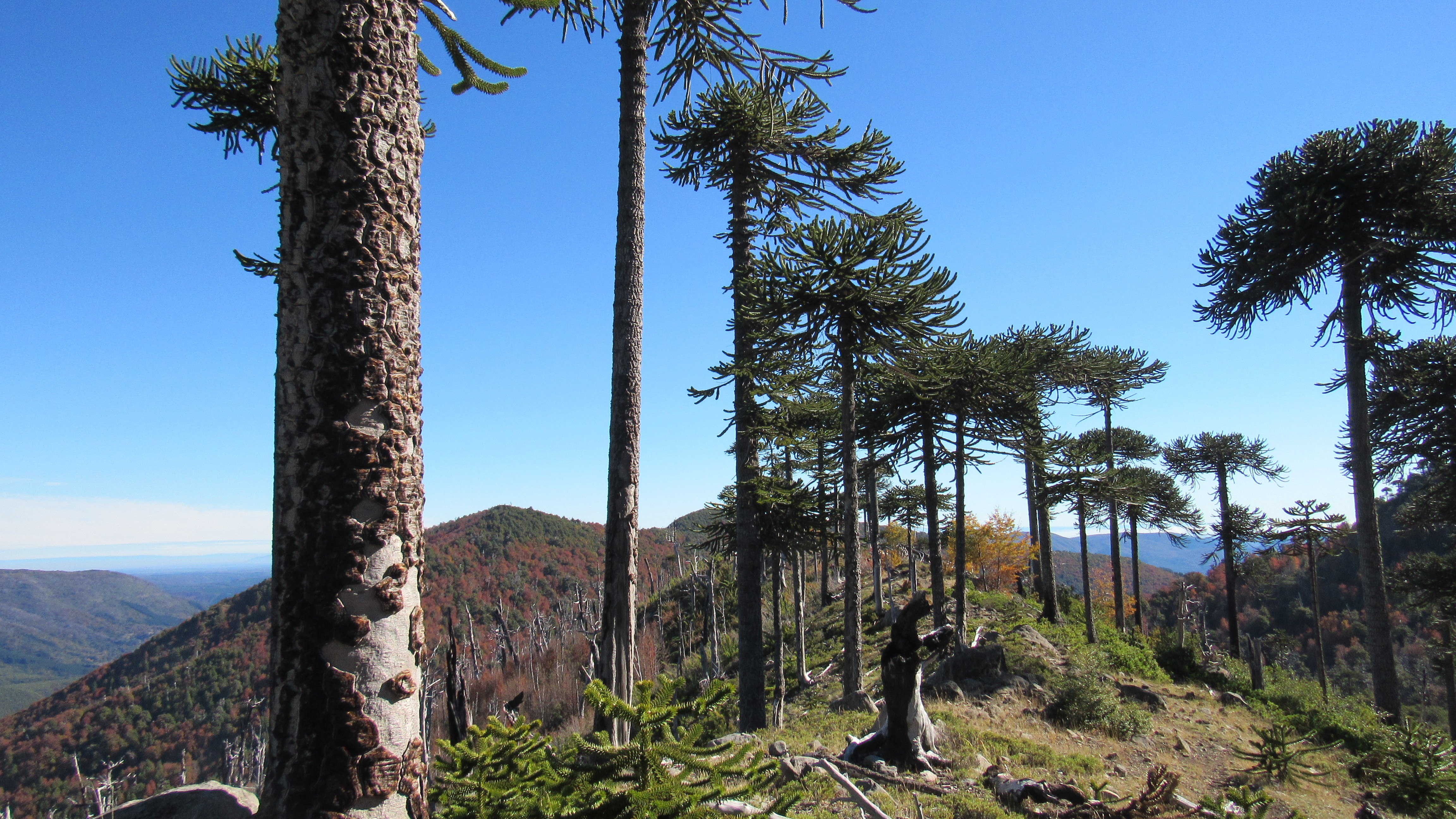
Araukarien im Reserva Forestal Malleco

## Persönlichkeiten
- Hugo Alarcón (1993–2019), Fußballspieler